# Ericson Silva
Ericsson Jorge Silva Duarte Rodrigues, né le 25 novembre 1987, est un footballeur international cap-verdien. Il joue au poste de milieu défensif en faveur de l'Académico de Viseu.

## Biographie
Il joue un match en équipe de Cap-Vert, le 9 février 2011, en amical contre le Burkina Faso (victoire 0-1).
Il dispute huit matchs en première division portugaise avec le Vitória Setúbal.